# Филозофија музике
Филозофија музике је студија "основних питања о природи музике и нашем искуству музике". За разлику од неких филозофија, попут су филозофија науке, које проучавају предмете са којом већина није упознати, већина људи је упозната са музиком. Филозофска студија музике има много везе са филозофским питањима метафизике и естетике. 
Нека основна питања филозофије музике су:
- Шта је дефиниција музике?
- Каква је веза између музике и ума?
- Каква је веза између музике и језика?
- Шта нам историја музике открива о свету?
- Каква је веза између музике и емоција?